# Edelfreie von Maisach

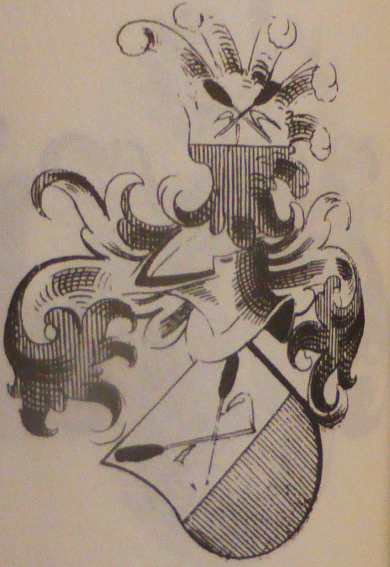
Wappen der Herren von Maisach nach Siebmachers Wappenbuch

Die Edelfreien von Maisach waren ein hochmittelalterliches edelfreies Adelsgeschlecht, das im 11. und 12. Jahrhundert um Maisach aufgetreten ist.

## Geschichte
Ein de nobilibis Meginhard von Maisaha wird zwischen 1078 und 1098 als Zeuge in den Traditionen  des Hochstiftes Freising genannt. Auch zwischen 1123 und 1165 tritt in diesen Quellen ein Meginhard von Maisach auf, vermutlich der Sohn des zuerst genannten Meginhard.
Zwischen 1104 und 1172 wird mehrmals ein Udalschalk von Maisach genannt, der um 1130 in voller Rüstung in Augsburg erscheint und in das Kloster St. Ulrich und Afra eintritt. Bei seinem Eintritt schenkte er als Morgengabe den Mönchen ein Gut in Oberumbach und übergab einen nicht genannten Sohn an das Kloster, vermutlich den späteren Abt Heinrich dieses Klosters. Das Kloster hat seitdem Grundbesitz in Maisach, der erst zwischen 1752 und 1788 schuldenhalber verkauft wird. Bei dieser Schenkung werden aus dieser Familie ein Meginhard (II.), ein Arnis mit einem namenlosen Bruder und ein Hartwich genannt. Neben dem Arnis wird 1130 sowie 1189/90 mehrfach ein Walchuon de Maisaha genannt. 
Ein Eberhard von Maisach hat zwischen 1162 und 1172 ein Gut zu Maisach an das Kloster Weihenstephan gestiftet. Er tritt mit seinem gleichnamigen Sohn öfters im Gefolge der Grafen von Andechs auf, sodass man auf ein Vasallitätsverhältnis schließen kann. Kurz vor 1190 reißen die Nennungen der Maisacher ab; daraus wurde geschlossen, dass sie sich dem Kreuzzug unter Kaiser Friedrich Barbarossa angeschlossen haben und wie viele bayerische Edelleute in das Heilige Land gezogen und nicht mehr zurückgekommen sind. 
Heinrich (II.) von Maisach war von 1175 bis 1178 Abt in St. Ulrich und Afra in Augsburg. Von ihm stammen im leonischen Hexameter (6-hebiges Versmaß, bestehend aus Binnenreimen) abgefasste Gedichte und eine Chronik des Klosters. In dieser tritt er für die Freiheit des Klosters vom Augsburger Bischof ein, da der Afra-Kult bereits vor dem Bistum bestanden hätte. Heinrich erwirkte von Papst Alexander III. für sein Kloster eine Urkunde, mit der das Kloster mit seinen Besitzungen unter apostolischen Schutz gestellt wurde. Dem Kloster werden auch ein freies Bestattungsrecht und die ungehinderte Aufnahme von Klerikern und Laien zugestanden. Ein in seiner Zeit entstandenes Urbar führt Streubesitz in 222 Siedlungen Bayerns, Schwabens und Südtirol im Umfang von 450 Hufen an.
Die Erben der Maisacher waren die Herren von Weilheim, die hier im 13. Jahrhundert Besitzungen hatten. Auch der Leitname Eberhard kommt bei ihnen vor, woraus man auf eine Ehebeziehung einer Erbtochter der Maisacher mit den Weilheimern schließen kann. Beim Aussterben der Hochfreien von Weilheim fiel der Besitz an König Ludwig den Bayern. Bei der Gründung des Klosters Ettal schenkte er 1330 den Maisacher Besitzkomplex dem Kloster; da in der Folge hier ein Ettaler Schrannenrichter auftrat, ist auf frühere Hoheitsrechte der Maisacher zu schließen. 

## Stammliste
NN
- Meginhard I., 1078/1098, bis vor 1123
  - Meginhard II., vor 1123–1165
  - Eberhard I., 1135/1140
    - Eberhard II., 1181/1190
    - N.N., Tochter ⚭ Edelfreier Liutolt der Ältere von Hagenau
- Udalschalk I., 1104–1130/37, „nobilis ac prepotens“
  - Arnis I., 1130
    - Arnis II, 1189/97

  - Udalschalk II., Domherr in Freising
  - Oblate Heinrich, 1175–1178 Abt in St. Ulrich
  - Hartwich, 1130–1162/72
  - Walchun, 1146/62